# Turseodus
Turseodus is een geslacht van uitgestorven straalvinnige beenvissen, gevonden in beddingen van het Laat-Trias in Noord-Amerika. Er zijn twee soorten beschreven, Turseodus acutus uit de Lockatongformatie van Pennsylvania en Turseodus dolorensis uit de Chinle-formatie van Colorado.

## Classificatie
Hoewel Turseodus eerder in de parafyletische familie Palaeoniscidae werd geplaatst, werd hij later door Wilhelm Bock naar zijn eigen familie, Turseoidae, verwezen. Het lachrymalbot van Turseodus maakt deel uit van de mondrand, een ongebruikelijke eigenschap die verder alleen bekend is van Pteronisculus uit het Vroeg- tot Midden-Trias. Op basis van deze synapomorfie en andere overeenkomsten wordt een nauwe verwantschap tussen Turseodus en Pteronisculus verondersteld. Er zijn ook overeenkomsten met Turfania uit het Perm van China. Een nauwe evolutionaire verwantschap tussen deze geslachten is echter nog niet aangetoond met behulp van cladistische analyses.